# Isolapotamon sinuatifrons
Isolapotamon sinuatifrons is een krabbensoort uit de familie van de Potamidae. De wetenschappelijke naam van de soort is voor het eerst geldig gepubliceerd in 1853 door H. Milne Edwards.